# Église Saint-Martin de Vincelottes
L'église Saint-Martin de Vincelottes est une église située à Vincelottes, en France.

## Localisation
L'église est située dans le département français de l'Yonne, sur la commune de Vincelottes.

## Historique
L'édifice est inscrit au titre des monuments historiques en 2001.